# Der Winterschmied
Der Winterschmied (englischer Titel: Wintersmith) ist ein Fantasy-Roman von Terry Pratchett. Es ist der fünfunddreißigste Scheibenwelt-Roman. Der Winterschmied wurde 2006 publiziert und gewann 2007 den Locus Award für das beste  Jugendbuch. Ort der Handlung ist Lancre. Der Winterschmied gehört zu den Hexen-Geschichten, aber Oma Wetterwachs und Nanny Ogg spielen nur Nebenrollen. Die Hauptlast der Geschichte ruht auf der inzwischen dreizehnjährigen Tiffany Weh, die im Eifer des Gefechts eine Legende küsst, und nun alle Mühe hat sich den neuen Verehrer vom Leibe zu halten.
Der Winterschmied ist der vierte mit „Ein Märchen von der Scheibenwelt“ untertitelte Roman. Es folgen noch zwei weitere Romane, der Tiffany Wehs Adoleszenz begleiten: Das Mitternachtskleid und Die Krone des Schäfers.
Der Winterschmied ist ein Entwicklungsroman, der zeigt wie die Protagonistin schmerzlich lernt, dass Selbstdisziplin manchmal recht nützlich ist und Anordnungen nicht immer reiner Willkür entspringen. Er ist deutlich von griechischer Mythologie, speziell dem Orpheus-Mythos, inspiriert.

## Deutsche Ausgabe
München, 2007, ISBN 3-442-54619-2

## Handlung
Der Winterschmied ist die Fortsetzung von Ein Hut voller Sterne und erzählt die Geschichte des zweiten Lehrjahrs von Tiffany Weh, der Hexe aus dem Kreideland.
Ihre Lehrherrin Fräulein Verrat, eine 113 Jahre alte, blinde Hexe, ist auf Rechtsprechung spezialisiert. Damit der Respekt ihrer Kunden das richtige Maß annimmt, hat sie eine beeindruckende Sammlung schreckenerregender Accessoires zusammengetragen. Angefangen bei den Totenköpfen, die ihren Richtplatz einrahmen, über enorm tropfende Kerzen bis hin zu einer handgeschmiedeten Taschenuhr, deren Ticken so laut ist, dass die Dorfbewohner steif und fest behaupteten, darin sei das Herz der Hexe verborgen. In einem thronähnlichen Sessel, an ihrem Webstuhl sitzend – zwei Raben auf der Stuhllehne, die für sie das Sehen übernehmen – empfängt sie die Streithähne. Sie hört ihnen zu und entscheidet – endgültig. Das einschüchternde Ambiente – Fräulein Verrat nennt es Boffo – zeigt Wirkung und niemand wagt je, Widerspruch gegen ein von Fräulein Verrat gesprochenes Urteil einzulegen. Auch als Tiffany entdeckt, dass der gesamte Gruselkram aus dem Katalog von Boffos Scherzartikelladen stammt, ändert das nichts an seiner Wirksamkeit.
An einem feuchtkalten Herbstabend nimmt Fräulein Verrat ihre Schülerin mit zum Dunklen Moriskentanz – der Tanz, bei dem der Sommer vom Winter abgelöst wird. Gegen ausdrückliches Verbot lässt Tiffany sich vom Rhythmus anstecken und tanzt ebenfalls. Das weckt die Aufmerksamkeit des Winterschmiedes, der Tiffany für die Sommerfrau hält. Eine Sommerfrau, die im Gegensatz zum Original nicht in der Unterwelt verschwindet, sobald er ihr begegnet ist. Es kommt, wie es kommen muss: Der Winterschmied verliebt sich in Tiffany und beginnt um sie zu werben, was zu teils grotesken, teils tragikomischen Missverständnissen führt. Jedenfalls vermenschlicht der Winterschmied immer mehr, während Tiffany gewisse göttliche Attribute hinzu gewinnt. Es fängt bei den Füßen an. Egal wohin sie geht, unter ihren bloßen Füßen fängt alles, selbst das älteste Dielenholz, an zu sprießen und zu knospen. Als Nächstes fällt ein Füllhorn vom Himmel und versorgt die begeisterte Hexengemeinde mit verschiedenen Leckereien, allerdings immer im absoluten Übermaß.
Bevor es sich derart zuspitzt, stirbt aber Fräulein Verrat. Wie jede gute Hexe kennt sie natürlich den genauen Zeitpunkt ihres Todes und verschafft sich einen überragenden Abgang. Nach Tod und Begräbnis steht die Nachfolgefrage für Fräulein Verrats Hütte auf der Tagesordnung. Hexenhütten werden wie Adelsprädikate stets von einer Hexe zur nächsten weitervererbt. Wer die frei werdenden Stellen besetzt, ist aber immer eine Frage der Politik. Indem Oma Wetterwachs vehement für Tiffany als Nachfolgerin plädiert, die unzweideutig zu jung für diese Aufgabe ist, geschieht es, dass Annagramma, die Lieblingsschülerin von Omas Erzfeindin Frau Ohrwurm, den Zuschlag erhält. Nachdem Tiffany erfahren hat, wie die Sache abgelaufen ist, weiß sie sofort Bescheid. Oma will Frau Ohrwurm demütigen, indem sie demonstriert, dass deren Schülerinnen selbst bei einer einfachen Hexenhüttennachfolge scheitern. Und Annagramma wird scheitern, das ist klar. Sie hat nicht den geringsten Plan von der Arbeit einer Dorfhexe. Geburtshilfe ist ihr ebenso ein Fremdwort wie Sterbebegleitung und von Fräulein Verrats Spezialgebiet, der Rechtsprechung, fehlt ihr jede Vorstellung. Vom richtigen Auftreten einer Hexe, in dieser Region, hat sie nicht die geringste Ahnung, geschweige denn, dass sie ahnte, welch brutal hohe Standards Fräulein Verrat gesetzt hat.
Tiffany, die zwischenzeitlich bei Nanny Ogg untergekommen ist, findet das nicht korrekt. Sie kann Annagramma zwar nicht sonderlich leiden, aber das Schicksal, zwischen den Mühlsteinen zweier verfeindeter Oberhexen zerrieben zu werden, wünscht sie ihr auch nicht. Sie organisiert die Mitglieder des alten Hexenzirkels (siehe: Ein Hut voller Sterne) zu einer Annagramma-Rettungs-Staffel und tatsächlich schafft es Annagramma nach einigen Wochen intensiver Nachhilfe langsam den Anforderungen der Stelle gerecht zu werden – vor allem nachdem sie irgendwann Boffo und seinen nützlichen Katalog entdeckt.
Während der ganzen Zeit geht die Werbung des Winterschmiedes um Tiffany weiter, wird hartnäckiger und für die Menschen gefährlicher. Denn wenn der Winter um jemanden wirbt, ist es nicht mit einer Eisskulptur im Vorgarten getan, nein, dann wird ein ganzer Eisberg in Tiffany-Form gebracht und wenn zufällig Schiffe damit kollidieren, sind das eben unvermeidliche Kollateralschäden.
Der Clan der Wir-sind-die-Größten! sieht dem Treiben des Winterschmiedes wütend, aber ohnmächtig zu. Sie wissen, den direkten Kampf mit dem Winter kann nur Tiffany alleine ausfechten. Oma Wetterwachs macht ihnen jedoch klar, wo und wie sie sich nützlich machen können. Damit die Sache überhaupt ein gutes Ende nehmen kann, muss die wirkliche Sommerfrau aus der Unterwelt zurückgeholt werden. Dazu bedarf es eines Helden aus Tiffanys Umfeld und Rob Irgenwer hat auch schon genaue Vorstellungen davon, wer das ist: Roland, der Sohn des Barons. Im Moment hat er zwar noch nicht das geringste Bisschen Heldenhaftes an sich, aber Rob ist sicher, dass ein wenig Training mit dem Clan, diesem Mangel schnell abhelfen wird. Er hat recht.
Die kleinen freien Männern und Roland bringen die Sommerfrau aus der Unterwelt zurück. Währenddessen stellt sich Tiffany dem Winterschmied und tötet ihn mit einem Kuss, in dem das ganze Feuer der Sonne steckt. Der lange Winter ist damit beendet, die echte Sommerfrau verlangt ihr Füllhorn zurück und Tiffany fliegt noch einmal nach Lancre, um ihre Ausbildung bei Oma Wetterwachs abzuschließen. Sie lernt es, den Leidenden den Schmerz zu nehmen. Anschließend kehrt sie endgültig ins Kreideland zurück, um dem Baron letzte Hilfe zu leisten.

## Sonstiges
Auch als (gekürztes) Hörbuch, Sprecher Boris Aljinovic, ISBN 3-86604-493-3.
Im Oktober 2013 veröffentlichte die Folkrockband Steeleye Span, in Zusammenarbeit mit Terry Pratchett – einem erklärten Fan der Band – das Konzeptalbum Wintersmith.